# 敘利亞沙漠攻勢
敘利亞沙漠攻勢是敘利亞政府軍與盟友部隊於2017年5月開始的軍事行動，意圖把政府軍控制區向東擴展至伊拉克邊境，並為代尔祖尔解圍作準備。

## 巴格達－大馬士革公路攻勢
2017年5月7日，敘政府軍向霍姆斯省薩拜比埃爾（Al-Sabe' Biyar）地區的自由叙利亚军發動攻擊。到次日，敘軍已推進約45公里。
5月14日至15日之間的晚上，包括伊拉克什葉派民兵在內的親政府增援部隊抵達薩拜比埃爾。此時，敘軍距離敘伊邊境的坦夫（al-Tanf）口岸約24至100公里。與此同時，美軍和英軍的特種部隊抵達坦夫，協助反對派進攻伊斯蘭國控制區。
5月18日，國防軍與敘軍第5和第7裝甲師在苏韦达省東部的反對派控制區推進了35公里。敘軍繼續向坦夫前進，遭到美國領導的聯軍空襲，事後美國官員表示在空襲前曾警告敘軍停止向有聯軍駐扎的坦夫前進但不獲理會。美方稱敘軍在空襲中損失數輛車輛，包括一輛坦克及兩輛推土機。

## 沿約旦邊境的推進
5月20日，敘政府軍與民兵收復苏韦达省東部大片領土。次日政府軍攻佔敘利亞沙漠南部的數個據點。

## 打通大馬士革－巴爾米拉公路
5月23日，敘政府軍對伊斯蘭國開闢了一條100公里長的新戰線。敘軍迅速收復超過1,200平方公里的領土。5月26日，政府軍成功打通大馬士革至巴尔米拉的公路。

## 抵達伊拉克邊境
2017年6月6日，美國空軍攻擊位於美英軍隊在坦夫的訓練區約25英里外的親政府部隊。6月8日，美國空軍再度攻擊在坦夫附近的敘政府軍。
6月9日，敘軍在坦夫東北約70公里處建立據點，自2015年以來首次控制部分與伊拉克接壤邊境。

## 向蘇赫奈推進
6月13日，共和國衛隊第103旅抵達巴爾米拉增援。
6月25日，敘軍的Fuad Khaddour准將在霍姆斯省東部陣亡。6月26日，敘軍進一步迫近阿布凱馬勒。7月6日，親政府部隊推進至距離蘇赫奈不到15公里處。

## 在蘇韋達省和大馬士革農村省的推進
2017年7月10日，親政府部隊展開「偉大黎明行動」第二階段。政府軍一天內從反對派手上收復3,000平方公里領土。